# Ordine al merito (Croazia)
L'Ordine al merito (Croazia) è stata un'onorificenza concessa dallo Stato Indipendente di Croazia, come Regno di Croazia prima (1941-1943) e poi come Stato Indipendente di Croazia (1943-1945).

## Storia
La decorazione venne istituita il 10 aprile 1942 da Ante Pavelić (formalmente primo ministro della Croazia e capo del governo ustasha), per conto del sovrano formale Tomislavo II. L'Ordine era inteso a ricompensare i croati che si fossero distinti per meriti particolari nella società o che avessero, con la loro opera, esaltato la Croazia.
Particolarità dell'Ordine fu quella di avere per ogni grado insegne diverse, una per i cristiani e l'altra per i non cristiano, avendo la Croazia un considerevole numero di musulmani tra i propri cittadini.

## Gradi
L'Ordine disponeva delle seguenti classi:
- Gran croce con stella
- Croce di I classe con stella
- Croce di I classe
- Croce di II classe
- Croce di III classe

## Insegne
- La medaglia per cristiani consisteva in una croce greca d'argento smaltata di rosso avente le braccia decorate con un motivo ad intreccio al centro del quale si trovava una "U" (simbolo degli Ustasha) e dallo stemma della Croazia, il tutto in argento. Il retro, smaltato di rosso, accoglieva in argento la scritta "ZA ZASLUGE" ("al merito") sulle due braccia centrali e la data "10. IV." (10 aprile) sul braccio superiore e "1942" su quello inferiore.
- La medaglia per non cristiani consisteva in un fiore a sei petali d'argento smaltato di rosso avente ciascun petalo decorato con un motivo ad intreccio al centro del quale si trovava una "U" (simbolo degli Ustasha) e dallo stemma della Croazia, il tutto in argento. Il retro, smaltato di rosso, accoglieva in argento la scritta "ZA ZASLUGE" ("al merito") accompagnata dalla data "10. IV. 1942" (10 aprile 1942).
- La stella per cristiani riprende esattamente le forme della medaglia per cristiani dell'Ordine ma è montata su una stella raggiante dorata.
- La stella per non cristiani riprende esattamente le forme della medaglia per non cristiani dell'Ordine ma è montata su una stella raggiante dorata.
- Il nastro è bianco con due strisce rosse e bordato da una striscia rossa più piccola per parte.